# Escudo de Portoviejo
Escudo de Armas de Portoviejo es la simbología heráldica oficial que representa la ciudad y cantón ecuatoriano de Portoviejo, capital de la Provincia de Manabí. 
Autoría del Escudo de Armas de la ciudad de Portoviejo: Gonzalo Molina García: "Así mismo el Escudo de Armas de la ciudad de Portoviejo, creado mediante concurso promovido por la Alcaldía y el Concejo Municipal de Portoviejo en el mes de febrero de 1968, resultando favorecida la creación del artista portovejense Gonzalo Molina García, por el jurado constituido por los siguientes ciudadanos: señor Fernando Zevallos M. Dr. Humberto Solórzano, Padre Monroy, Profesor Luis Augusto Mendoza, Señor Rodrigo Chávez González, Arq. Leonardo Bravo, Historiador Francisco Huerta Rendón." Copia textual de la "Ordenanza de Ratificación del Escudo, la Bandera y el Himno del Cantón Portoviejo, como símbolos patrios" https://docplayer.es/28440476-Ordenanza-de-ratificacion-del-escudo-la-bandera-y-el-himno-del-canton-portoviejo-como-simbolos-patrios-exposicion-de-motivos.html

## Composición y Forma
La forma cuadrilátera del escudo es la más antigua de estilo castellano: 8 partes de alto por 7 de ancho, reemplazando sus ángulos inferiores por “arcos de círculo”, terminando en el centro de su línea horizontal inferior con una punta de 2.4º de círculos iguales a la de sus ángulos.
De izquierda a derecha del escudo, en la primera mitad, se enarbola el tamarindo como figura heráldica dominante en su verde natural; representando su emblema poético: Ciudad de los Reales Tamarindos, en fondo de plata. De igual verde se extienden las colinas, que además de ser piezas heráldicas representativas propiamente de la Tierra como obra de Dios para los hombres sin distinción de credos, razas ni lenguaje, indica el lugar y vasto valle, donde fue sitiada la ciudad y que hoy su corona terrasada que da opulencia a su perspectiva horizontal . 

### El Grifo y la Cédula Real

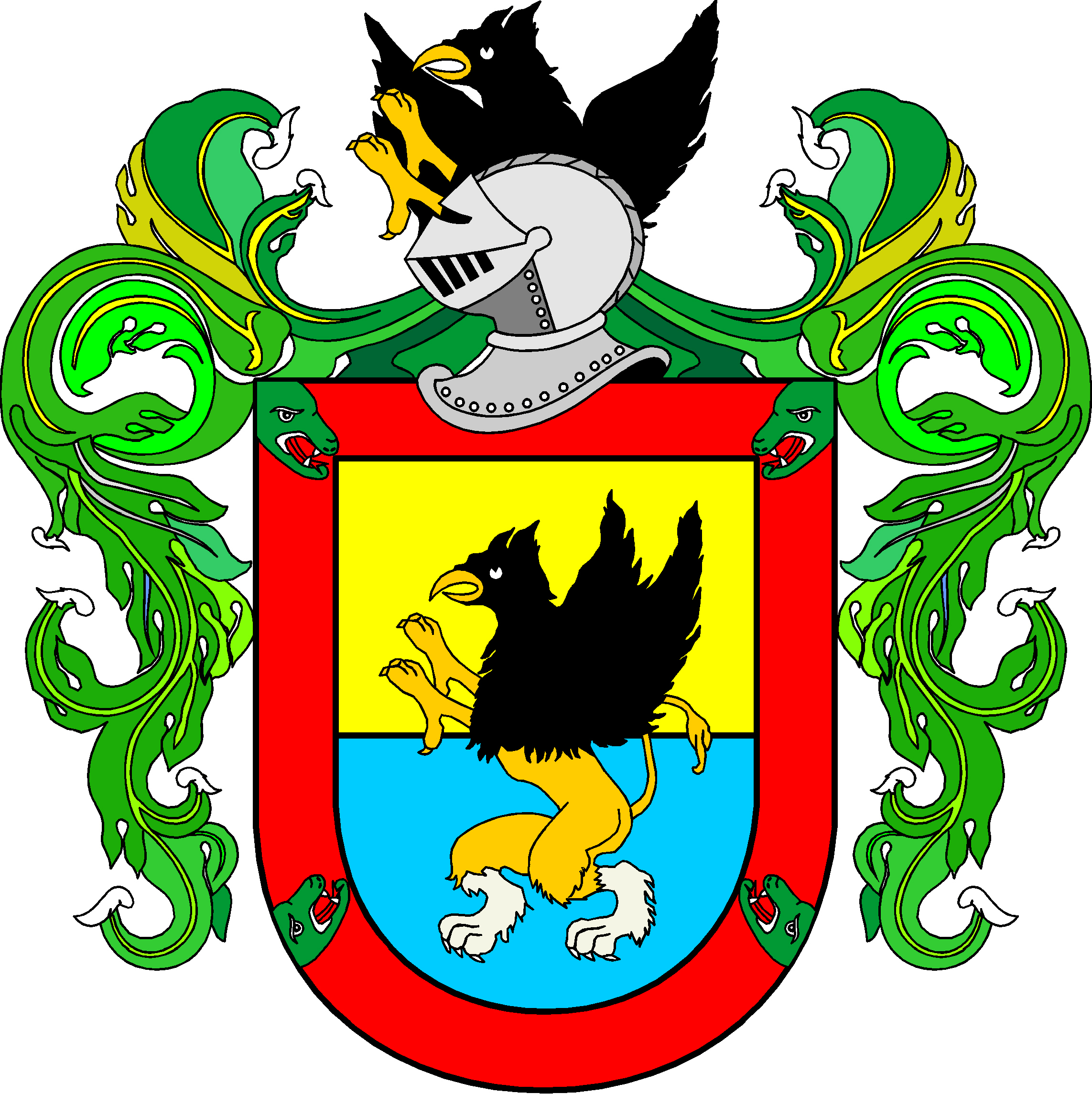
Carlos I de España Emperador de Alemania quien fue testigo fiel de la fundación de Portoviejo la dotó de un escudo oficial de armas en 1540 con un grifo como simbología imperial y los españoles avecinados le hicieron conocer que la villa había sido fundada en nombre suyo. En la imagen yace el escudo diseñado por el periodista chonense Lupicinio Hidalgo.

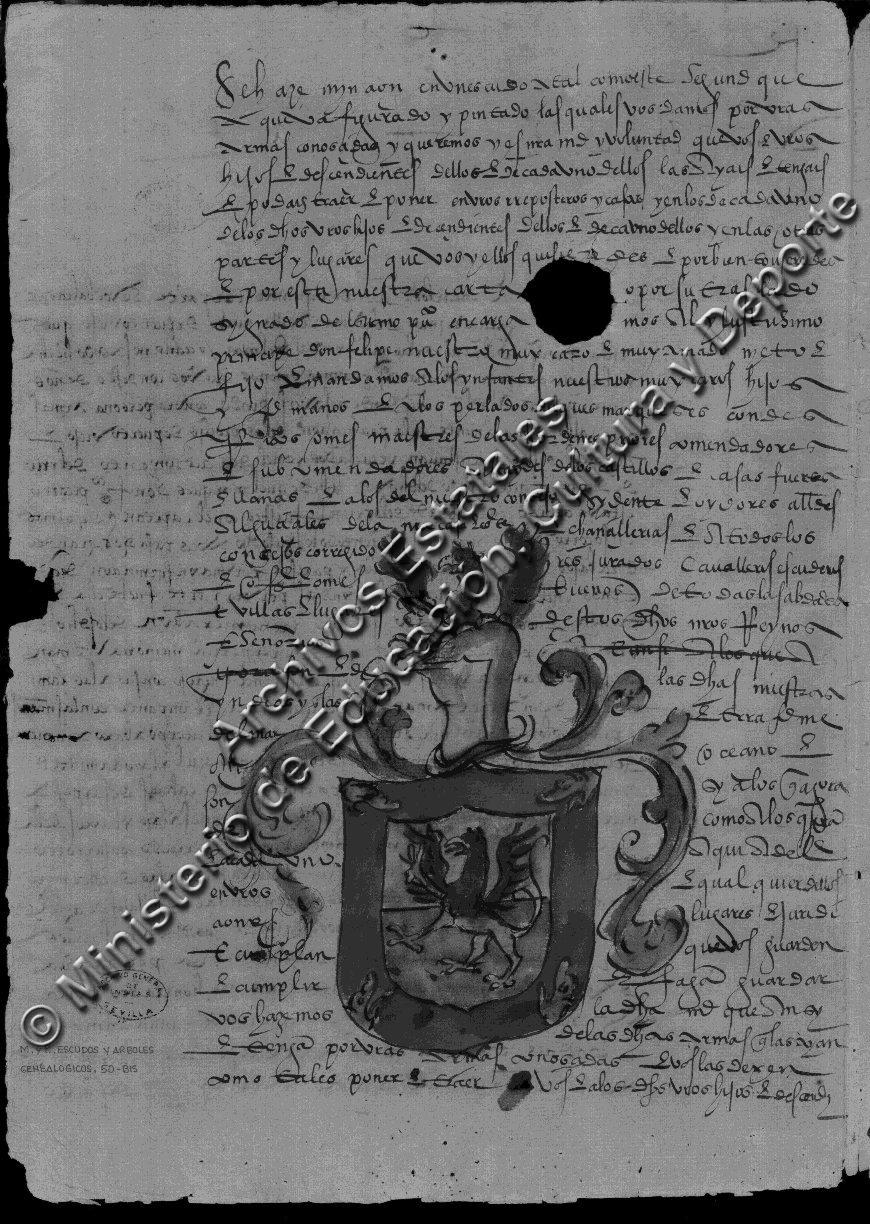
.

Ya en el lado derecho de la segunda mitad vertical, ocupa un Grifo, animal mitológico y quimérico que es cúspide de la Hegemonía española que tiene la mitad superior en forma de águila y la inferior de león de perfil con ambos muslos y patas ubicados uno detrás del otro en posición de parada. Esta pieza heráldica de la simbología imperial germano-hispana de la Casa de Austria resume los valores de vigilancia, magnificencia, respeto y grandeza. Esta simbología heráldica que hoy se encuentra incorporada a la proporción total dentro del blasón portovejense fue un aporte de Don Baltasar García, un notable castellano avecindado en el Portoviejo colonial, que al radicarse desempeñó una notable actividad administrativa dentro del cabildo colonial como Alguacil Mayor, ya que logró pacificar finalmente durante su gestión a todos los indios y naturales de Portoviejo, agrupándolos para la reedificación de la pequeña urbe colonial, organizando el trazo de solares, de fincas, haciendas y dando acogida a los forasteros con su hospitalidad y que es hoy el mejor distintivo de las familias manabitas. 
Don Baltasar García quien hiciera parte de la expedición que descubrió el río Daule, según consta en las Probanzas de Portoviejo, la ciudad se conformó con el escudo dado a Don Baltasar García que por sus méritos en octubre 17 del año 1540 el emperador Don Carlos V le asignaba al linaje de su familia como titular del Imperio Alemán.
La historia de Portoviejo empieza desde su primera fundación por sus gestos heroicos y el progreso por su linaje a través de los siglos. Se adjuntó para conocimiento del Muy Ilustre Concejo de Portoviejo, fotocopias de las probanzas sobre los servicios y méritos concedidos a Don Baltasar García que en nombre suyo pidió al Rey un escudo de armas, ennobleciendo así a la Ciudad por el blasón adoptado, ya que con este sello consta la representación del cabildo colonial de Portoviejo ante la Real Audiencia y Cancillería de la Ciudad de Los Reyes en 1544. Desde aquí se desprende la facultad que tuvo Portoviejo para hacer suyo el escudo de Don Baltasar García, poniéndolo incluso encerado en algunos de los comunicados, cartas, peticiones y testimonios oficiales que se rindieron ante la Real Audiencia y Cancillería de Quito y su presidencia, junto a las de San Miguel de Piura, San Francisco de Quito, la Villa de la Asunción de Nuestra Señora del Valle Hermoso de Arequipa y Santiago de Guayaquil. 
El virrey Don Blasco Núñez de Vela quien fuera nombrado por el emperador Carlos V, formuló nuevas leyes en Lima y para ello decidió convocar a la diputación para su aprobación, por lo que Don Baltasar García asistió como representante de Portoviejo y Gonzalo Pizarro fue nombrado por el Ayuntamiento del Cuzco como Procurador General del Perú para presidir las sesiones, por lo que se preparó para derogar dichas leyes en beneficio del reino. El adusto Virrey Núñez de Vela, enterado de las intenciones de Gonzalo Pizarro se opuso a su llegada a la Ciudad de Los Reyes con gente armada, pero Don Gonzalo, que era terco y valiente y que se daba ciertos derechos al antiguo Tahuantinsuyo como su hermano, respondió también con ataques. En aquel tiempo las autoridades coloniales de Portoviejo se unieron en testimonio de petición de paz como parte integrante de las seis ciudades del Reino del Perú a saber como Nuestra Señora del Rosario del Cuzco, la Ciudad de Los Reyes, Trujillo de la Nueva Castilla, San Miguel de Piura, Villa Nueva de San Gregorio de Puerto Viejo y Santiago del Río Guayaquil. Aquí Portoviejo consta unido a estas dichas ciudades a favor de la armonía geopolítica para que no se desmembrase la composición territorial del virreinato, todo ello mientras lo fuere en lealtad a la corona española. Para aquella época Portoviejo cooperaba fuertemente por el progreso y desarrollo de los pueblos, además de aportar con oro, plata y víveres para cubrir y hacer breves las diligencias de otros cabildos, siendo sus súbditos y vasallos simples espectadores de cómo terminó el conflicto interno del virreinato que culminaría en la batalla de Iñaquito con la decapitaciones sucesivas de Vela y Pizarro respectivamente. Don Baltasar García fue el máximo representante de Portoviejo en ese conflicto y su escudo de armas rubricaba la autoridad de encomienda sobre el partido. No hay que olvidar concretamente que en una crónica atribuida al Corregidor de Guayaquil, sacada de informaciones junto a la famosa Descripción de Puertoviejo que fue escrita en el año de 1606 dice que Portoviejo tenía un escudo particular como suyo propio, hasta 40 años después de su fundación, quemándose luego en un incendio todas sus reliquias fundacionales, antigüedades, y documentos oficiales, además del Libro Verde o Libro Secreto del cabildo que lamentablemente también desapareció en las sucesivas penurias provocadas por los incendios que se hicieron presentes en la ciudad, debido al material de construcción en las sencillas viviendas.

ARMAS PARA BALTAZAR GARCÍA

Don Carlos, etc. Por cuanto por parte de vos Baltazar García Vezino de la Villa de Villa Nueba de Puerto Viejo ques en la provincia del Perú de las nuestras Yndias del Mar Oceano, nos a sydo hecha rrelación que podrá ser veynte y cinco años poco más o menos que vos con deseo de nos, supe pasasteis a la dicha provincia donde nos aveís servydo con vuestra persona, armas y cavallos, especialmente en la pacificación de las provynzias de Puerto Viejo e Caçiques della que estavan rrevelados y en el descubrimyento del rrío de Daule e que venydo dello oviese sabido que el Marqués Don Francisco Piçarro estava afincado en la çibdad de los Rreyes fuisteiz con el Capitán Gonçalo de Olmos en socorro del dicho Marqués e que en todo lo susodicho aveís pasadoz grandes trabajos como dixisteíz constava y parefçía por una información de qu…. años en el nuestro Consejo Rreal de las Yndias por vuestra parte fue hecha la rrelaçión e nos fue suplicado en rrenumeración  de los dichos vuestros servizios y porque de vos y dellos quedase perpetua memoria  vos mandasenos dar por armas un escudo que esté en él un grifo con sus alaz; la mytad de medio arriba a manera de águila negra rrampante con las manos y pico de colorado y oro; y la otra mytad de medio del cuerpo abaxo a manera de león de color de oro con las uñas de oro en campo azul y la otra mytad de medio arriba en campo de oro, y por orla quatro cabeças de sierpes abiertas las bocas de oro y verdes que salgan de los cantones altos y bajos de la dicha orla en campo colorado y por amble un yelmo cerrado con su rrollo dorado y por devisa el dicho medio grifo abiertas las alas de color negro y braços y pico de  oro con sus erascoles y dependencias a follajes de azul y oro, o como la nuestra merced fuese e nos lo acatando los dichos vuestros servizios e porque de vos e dellos quede memoria perpetua, e vos e vuestros dezcendientes  sean más honrrados y por la presente (cedula) vos hazemos merced y queremos y mandamos que podáis traer e tener por vuestras armas, anotadas las dichas armas que suzo de haze mynción un escudo a tal como este según que aquí que va figurado y pintado; las quales vos damos por vuestras armas conozçidas y queremos y es nuestra merced y voluntad que vos e vuestros hijos e desendientes dellos de cada uno dellos las yevéis e tengáis e podáis traer e poner en vuestros rreposteros y casas y en los de cada uno de los dichos vuestros hijos e desçendientes  dellos e de cada uno dellos y en las otras partes y lugares que vos y ellos que fueredes e por bien confiere dar e por esta nuestra carta o por su traslado o sygnado de Escrivano Público encargamos al Ilustrísimo Príncipe nuestro muy caro e muy amado nyeto e hijo; e mandamos a los Ynfantes nuestros muy caros hijos y hermanos, e a los Prelados, Duques, Marqueses, Condes, Ricos homes, Maestres de las Hordenes, Priores, Comendadores, e Subcomendadores, Alcaydes de los Castillos, e Cajas Fuertes; e llanas, a los del nuestro Consejo, Presydente e Oydores , Alcaldes, Alguaciles  de mi Casa y Corte y Chançillerías e a todos los Consejos, Corregidores, Jurados, Cavalleros, Escuderos, e Homes Buenos de todas las çibdades e villas e lugares de estos dichos nuestros Reynos e Señoríos e de las dichas nuestras Yndias, Yslas e Tierra Firme del Mar Oceano, así a los que agora son, como a los que serán de aquí adelante, y a cada uno de aquí adelante en vuestros consejos, lugares e jurisdicciones e cumplan e hagan guardar y cumplir , vos hazemos la  dicha merced que a my (voluntad) vos  hazemos de las dichas armas ques agan e tengan por vuestras armas conocidas e vos las usaren como tal lo poner e traer vos e a los dichos vuestros hijos e desendientes dello e cada uno dellos e  que en ello y en parte dello, embargo o contradicción alguna, vos no pongan ni consientan poner en tiempo alguno ni por alguna manera, so pena  dela nuestra merced de diez mil maravedíes para la nuestra cámara a cada uno que lo contrario hiziere. Dada en la Villa de Madrid diez y zyete días del mes de octubre de myll e quenyentos e quarenta años. Fr. Cardenalis Hispalensis. Yo, Francisco de los Covos. Secretario de Su Cesárea y Católica Magestad, la fize escrevir por su mandado el Gobernador en su nombre y firmada del Dotor Beltrán, el Obispo de Lugo, y el Dotor Bernal y el Licenciado Gutiérrez Velázquez.
Archivo General de Indias,  PATRONATO,169,N.2,A.1540,R.3

### La Llave de Oro
La llave de Oro puesta al pie del tamarindo, es una figura artificial de la heraldología occidental europea que surgió en el Medioevo y simboliza valores como la fidelidad, secreto, vanguardia y seguridad de las familias; pero realmente su misión incrustada en el escudo de Portoviejo y por lo tanto también en la historia del actual Portoviejo del hoy es muy diferente a la que se cree en los significados honoríficos de la hispanidad. Como explica la historia que después de haber padecido mucho tiempo la gobernación de Puerto Viejo la presencia de Don Pedro de Alvarado desde Guatemala junto a sus tropas y con el ánimo de entrar a Quito y tomar posesión de ella y continuar su marcha hacia el Cuzco, desolando a las sublevaciones de los mantas y charapotos. Sucedió que Don Diego de Almagro, se enteró de estos cruentos daños en una tierra que él había dejado como amiga y beneficiosa a los intereses de su empresa conquistadora, se encuentra con Alvarado en Riobamba y después de negociar con él, decide que se fundara una Villa similar a la de San Miguel de Piura, muy cercana a la tierra donde se había asesinado al cacique del pueblo de Manta, para que se echase el cerrojo o mejor dicho se cerrase o se bloquee el camino a la entrada de gente indeseable hacia Quito tal como fue la atribución que se le dio a la Ciudad de Piura como Llave del Perú, que controlaba la bajada y subida hacia el Cuzco. Asimismo hubo de fundar la Llave del Reino de Quito que impidiese y controlase los accesos hacia Quito. De ahí la consideración de Portoviejo como La Llave del Reino de Quito. Almagro decidió por órdenes suyas que Don Francisco Pacheco, fuese el elegido quien inicié una corta travesía fundacional que se iniciaba con la aglomeración de gente y agrupación de indígenas que fueran oriundos de la zona para poder limitar la ambición de conquistadores como Alvarado, por lo que recogió incluso las fuerzas débiles del conquistador extremeño para juntarla a la indígena nativa y dejarlos en la destruida ciudad indígena de Manta hasta que se produjera la circunstancia para fundar la Villa Nueva de San Gregorio de Puerto Viejo con las conveniencias requeridas, no excluyendo al resto de poblados indígenas. Por ello el escudo de Armas de Portoviejo lleva como gracia divina de la monarquía española un distintivo histórico propio de las ciudades castellanas e ibéricas, en memoria de estos altos representantes del Rey en una empresa conquistadora que en sí fue muy complicada llevarla a cabo pero que dio margen de existencia a las actuales poblaciones del centro de la provincia de Manabí. En Portoviejo estuvieron establecidas las cúspides de elites conquistadoras más importantes de su tiempo entre capitanes y guerreros venidos de Nueva España y Tierra Firme; para ello el cabildo de Portoviejo recibió el siguiente documento en alusión a su trayectoria de Muy Leal y Muy Noble Ciudad, aunque históricamente siempre se le ha asignado el trato de Villa en honor a su fundación castellana: 

Consejo, Justicia y Regidores de la ciudad de Puerto Viejo: 
Por relación del Licenciado Vaca de Castro, del nuestro Concejo nuestro Gobernador desa Provincia, he entendido la fidelidad con que habéis servido al Emperador Rey, mi señor, en las cosas y revueltas que en esa tierra ha habido y el trabajo que en ello habéis tenido, lo cual ha sido hecho como de buenos y leales vasallos de S.M. y ansí os encargo lo continuéis en lo que se ofreciere, que de lo que habéis servido y sirviéredes, se terna memoria, para que recibáis merced en lo que oviere. En la Villa de Valladolid a veintiún días del mes de Setiembre de Mil quinientos cuarenta y tres años. Yo el Presidente.

### Las Estrellas
Como todo escudo lleva una bordadura de gules que significa: fortaleza, victoria, alteza, cargado con 7 estrellas de oro de 5 puntas, que representan a las 7 parroquias que integran el cantón Portoviejo.

### La Corona
Encima del escudo, como representación de las libertades municipales, de identidad como ciudad castellana en territorio de las Indias se le concede la Corona de Hispania, cuya figura mitológica consolida a los reinos de la península ibérica y actualmente comprende la geografía de España y Portugal, aunque se le ha dado otro significado heráldico respectivo de su categoría jurídica de municipio ecuatoriano resulta concretamente definitivo aclarar que la Corona del Escudo de Portoviejo es la misma diadema que lleva puesta la personificación de España en la Alegoría a la Hispania romana que se ha personificado en diversos monumentos idólatras y honoríficos dedicados a la Historia de España y las instituciones de su gobierno.

### Similitudes Generales
Curiosamente el escudo de Portoviejo tiene el grifo definido desde la etapa colonial y la actualidad, congruencia de ello es la similitud que del uso de este animal mitológico adoptado en muchos escudos de ciudades que se fundaron en el proceso de coloniaje en América como en el caso del escudo oficial de la ciudad chilena de La Serena.